# Olleros
Olleros – stacja metra w Buenos Aires, na linii D. Znajduje się pomiędzy stacjami Ministro Carranza, a José Hernández. Stacja została otwarta 31 maja 1997.